# روي هاريس
روي هاريس (بالإنجليزية: Roy Harris)‏ (12 فبراير 1898 في أوكلاهوما - 1 أكتوبر 1979 في كاليفورنيا). كان ملحن أمريكي.

## حياته
ولد هاريس في مدينة لوغ كابن في مقاطعة لنكولن بأوكلاهوما. بدأ دراسته الموسيقية ودرس في باريس عند مدرسة الموسيقة المشهور ناديا بولنجر بين عامي 1926 و1929. أصبح مشهورا لإبداعه وتطويره نموذجا أمريكيا مميزا في الموسيقى الكلاسيكية، كتب هاريس ست عشرة سيمفونية وأربعة عشر عملا أوركستراليا. وتعد سيمفونيته رقم 3 التي أنتجها عام 1939 من أشهر السيمفونيات التي تستخدم بتكرار من بين جميع السيمفونيات المكتوبة بوساطة الملحنين الأمريكيين.

## روابط خارجية
- روي هاريس على موقع أوليمبيديا (الإنجليزية)

- روي هاريس على موقع IMDb (الإنجليزية)
- روي هاريس على موقع الموسوعة البريطانية (الإنجليزية)
- روي هاريس على موقع ميوزك برينز (الإنجليزية)
- روي هاريس على موقع أول ميوزيك (الإنجليزية)
- روي هاريس على موقع ديسكوغز (الإنجليزية)